# تغير لفظي

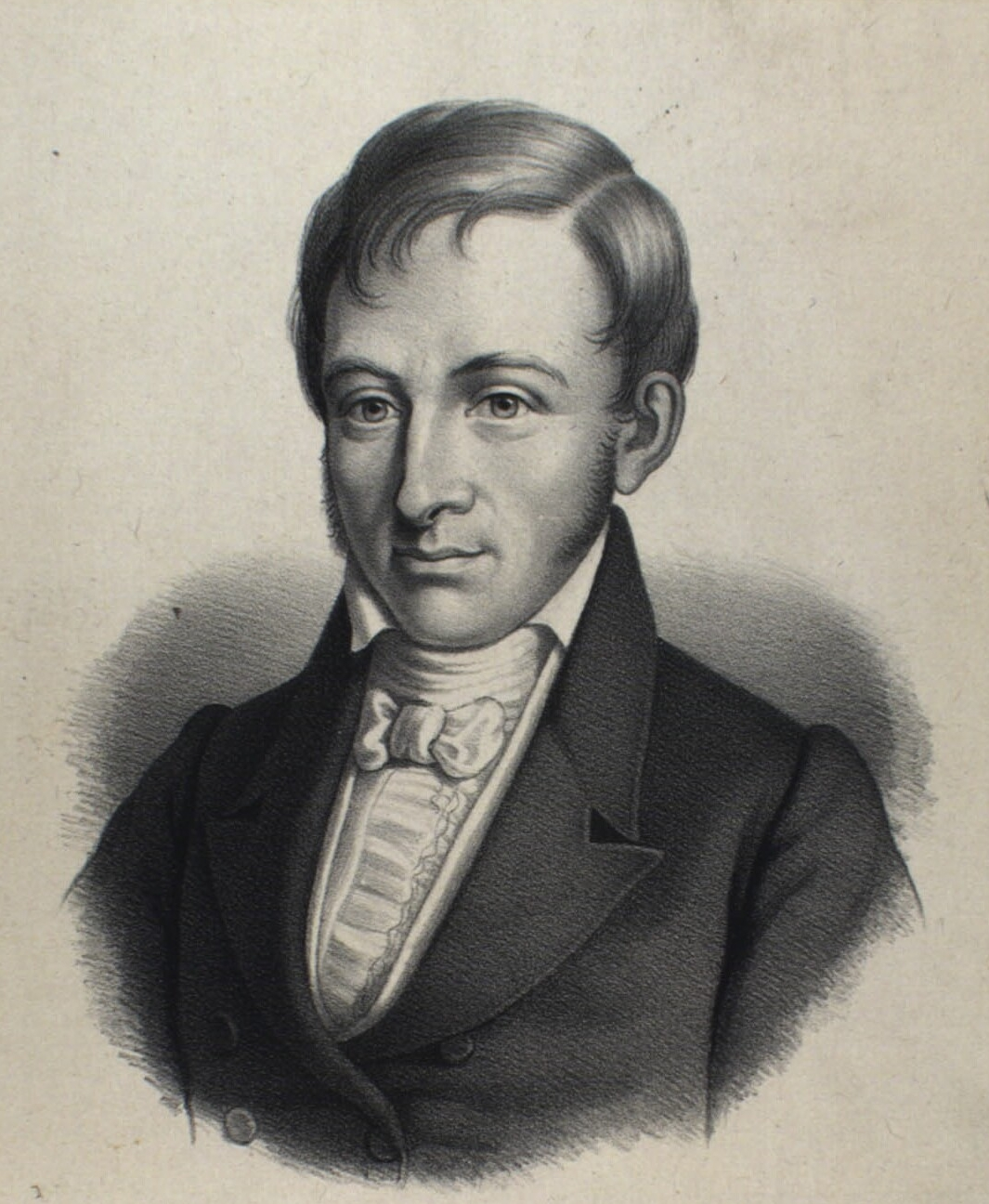

التغير اللفظي هو تحول صوتي في اللغة يطرأ على حرف أو حروف مشتقة من حرف دون أن تتبدل معه أي من مكوناته.